# Маленово
Маленово е село в Югоизточна България. То се намира в община Стралджа, област Ямбол.

## История
Маленово е създадено през 1608 година около чифлика на турски паша и оттам идва първото му име Паша кьой, после се е наричало Пашино и през 1950 година е преименувано на Маленово по името на местния борец за идеали Мален Петров Даев (1923/1944).

## Личности
Родени в Маленово
- Проф. Иван Гърбучев – роден е български аграрен учен и научен ръководител
- Еню Николов Сапунджиев, български революционер от ВМОРО, четник на Кръстьо Българията[2]